# Nasrat Parsa
Nasrat Parsa (* 22. Februar 1968 in Kabul, Afghanistan; † 8. Mai 2005 in Vancouver, Kanada) war einer der bedeutendsten afghanischen Sänger. Er veröffentlichte zehn Alben. Auch nach seinem Tod gilt er noch als einer der bekanntesten Sänger Afghanistans.

## Persönliches Leben

### Kindheit und Jugend

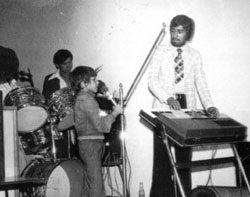
Nasrats Radioaufnahme (1976)

Nasrat Ali Parsa wurde in einem Vorort von Kabul in Afghanistan als Sohn einer Gelehrtenfamilie geboren. Er wuchs in einem musikalischen Haushalt unter sechs Geschwistern auf. Vor allem sein ältester Bruder Najibullah Parsa war ein großes Vorbild und förderte sein musikalisches Ausdrucksvermögen. Parsa gab an, das erste Mal entdeckt worden zu sein, als er mit sieben Jahren in einer Radiosendung Lieder von Ahmad Zahir vortrug. Nachdem der Sänger die Interpretationen seiner Lieder durch Parsa hörte, nahm er mit dem Kind  Kontakt auf und lud ihn ein, mit ihm zu singen.

### Die Auswanderung nach Indien
Aufgrund der sowjetischen Besetzung Afghanistans und der damit verbundenen Guerillakämpfe, verließ Nasrat Parsas Familie 1981 Afghanistan und flüchtete zunächst nach Pakistan und anschließend nach Indien. Sie ließen sich in Neu-Delhi nieder, einem beliebten Ziel für viele Kriegsflüchtlinge. Dort wurde dem 12-jährigen Parsa nahegelegt, er solle sich auf die Musik konzentrieren, um darin Trost zu finden und den negativen psychologischen Auswirkungen des Krieges entgegenzuwirken. Er besuchte die Musikschule unter der Leitung des klassischen indischen Sängers Daish Pandi. Obwohl sich die klassische Musik von Afghanistan und Indien in Ton und Rhythmus unterscheiden, gab dies Parsa dennoch eine Grundlage, seine Stimme auszuformen und ermutigte ihn, sein Hobby auch professionell betreiben. Er studierte bei Ustad Munawar Ali Khan, einer führenden Autorität in bestimmten indischen Musikstilen, der ihn detailliert in Musikinstrumente und Noten einführte. In Indien legte er damit den Grundstein für seine Musik, die er später in Ghasel-Form vorführte und ihn in Europa populär machte.

### Einwanderung nach Deutschland

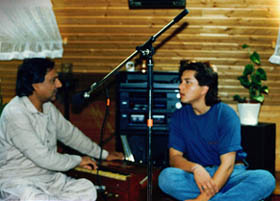
Parsa und Ghulam Ali Khan

Nach einigen Übergangsjahren in Indien wanderten Parsa und seine Familie nach Deutschland aus. In Hamburg fand er eine Musikszene vor, die sich aus anderen Sängern und Musikern mit unterschiedlichem Migrationshintergrund zusammen setzte. Dort unterrichtete er unter anderem den Popsänger Valy Hedjasi. Auch seine eigene Solokarriere verwirklichte er. Zunächst trat er bei Hochzeiten und Familienfeiern auf. Seine Musik wurde dort immer beliebter und so begann er seine Lieder auch aufzunehmen.
Parsa spielte während seiner Schaffensperiode von 1989 bis 2005 zehn Alben ein. Er spielte typischerweise die Tabla und das Harmonium. Zudem begleitete er die Musik mit seinem Gesang. Musikalisch verband er Popmusik mit den Ghasels.
International erfolgreich wurde er mit seinem dritten Album Goha (گهر). Seine Alben verkauften sich anschließend weltweit. Ein Traum von ihm blieb es, in seinem Heimatland aufzutreten, doch das Taliban-Regime verhinderte jegliche musikalische Betätigung dort.

## Tod

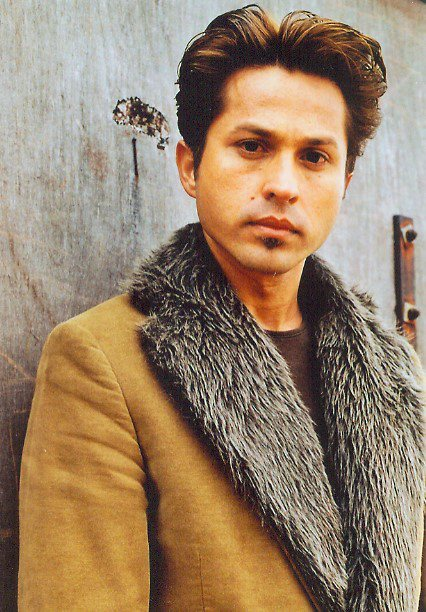
Nasrat Parsa

Um für sein anstehendes Albums Dil zu werben, tourte Pasra ab 2004 extensiv. Am 7. Mai 2005 sang er in Vancouver vor 500 Fans ein Set, das vor allem aus klassischen afghanischen Stücken bestand. Während der Pause wurde er von drei jungen Männern angesprochen, er solle lebhaftere Lieder singen. Parsa lehnte dies ab, da er darauf nicht vorbereitet sei. Stattdessen setzte er seinen Auftritt in gewohnter Weise fort. Nach dem Konzert kamen die drei Männer vor Parsas Hotel erneut auf ihn und seinen Bruder Najib zu. Einer der drei schlug Parsa ins Gesicht. Er verlor das Gleichgewicht und sein Kopf schlug auf eine Betonstufe. Er verlor sofort das Bewusstsein. Parsa wurde in ein Krankenhaus gebracht, wo er vier Tage später verstarb. Er wurde nur 37 Jahre alt.
Der 19-jährige Täter wurde später des Totschlags schuldig gesprochen und zu zwei Jahren Hausarrest und einer dreijährigen Bewährungsstrafe verurteilt.
Am 12. Mai 2005 wurde Nasrats Leiche für die Beerdigung nach Deutschland gebracht. Familienmitglieder und Fans aus der ganzen Welt waren da, um den Sänger zu ehren. Trauerfeiern fanden z. B. auch in den Vereinigten Staaten, Kanada, Europa, Australien und Afghanistan statt. Nasrat Parsa ist auf dem Mainzer Waldfriedhof in Mombach beerdigt.

## Diskografie

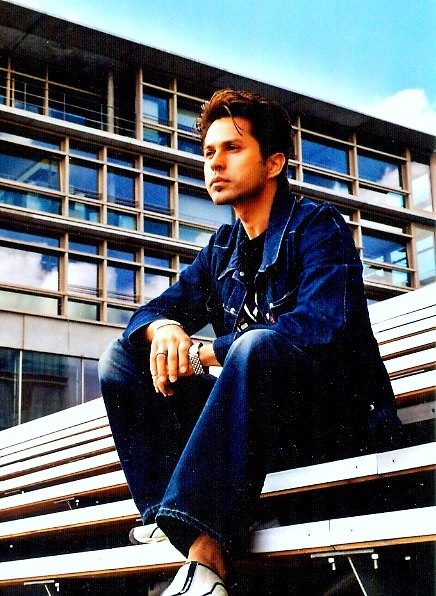
Nasrat Parsa

### Afghanische Musik (auf Persisch)
- 1992: درگاه Darga
- 1995: دنیا Donya
- 1996: گهر Gohar
- 1997: سایه Saya
- 1998: نگاه Negah
- 2004: ناز Naaz
- 2005: دل Dil (posthum veröffentlicht)

### Live-Alben
- 2000: Live In Concert-Deutschland

### Indische Musik (auf Hindi)
- 2002: Hindi Songs

### Singles (Auswahl)
- 1997: Safar
- 1997: Zulf
- 2004: Arosi
- 2004: Pashto
- 2004: Masoma

## Videografie
- 2000: Hangama und Nasrat Parsa Live in Concert